# 변정일 (1968년)
변정일(邊丁一, Jung-Il Byun, 1968년 11월 16일 ~ )은 대한민국의 전 권투 선수이다. 전 세계복싱평의회(WBC) 밴텀급 챔피언.

## 생애
서울특별시 출신. 1988년 서울올림픽 밴터급 출전. 2회전 탈락. 판정에 항의하는 소동을 일으킴. 1990년 2월 18일 프로 데뷔. 1993년 3월 28일 9전 만에 WBC 챔피언. 1994년 7월 31일 경기를 마지막으로 은퇴. 통산 전적 12전 10승(4KO)2패. 사우스포.